# Єліта ІІІ
Єліта III (Jelita odmienne IV, Łapczyński) - шляхетський герб, вид герба Єліта.

## Опис герба
Опис згідно з класичними правилами блазонування:
Три золотих списи в синьому полі, розташовані у вигляді зірки, середній вістрям донизу, а бічні — догори.
Клейнод: плече сили в шаблю.
Намет: синій, підбитий золотом.

## Найбільш ранні згадки
Присвоєно 20 листопада 1581 друкареві Валентему Лапчиньському. Герб виник з гербового усиновлення герба Єліта, виконаної за заслуги у війнах з Гданськом і Москвою.

## Роди
Ляпчинські (Lapczyński), Лапченські (Łapczeński), Лапчинські (Łapczyński), Слівицькі (Śliwicki).